# Valantia calva
Valantia calva är en måreväxtart som beskrevs av Salvatore Brullo. Valantia calva ingår i släktet Valantia och familjen måreväxter. Inga underarter finns listade i Catalogue of Life.